# Aphrophora laevior
Aphrophora laevior is een halfvleugelig insect uit de familie Aphrophoridae. De wetenschappelijke naam van deze soort is voor het eerst geldig gepubliceerd in 1897 door Fowler.